# Piper chimborazoense
Piper chimborazoense är en pepparväxtart som beskrevs av Truman George Yuncker. Piper chimborazoense ingår i släktet Piper och familjen pepparväxter. Inga underarter finns listade i Catalogue of Life.